# Cantador-de-rondon
Cantador-de-rondon, formigueiro-cantor-do-manicoré ou cantador-de-manicoré (Hypocnemis rondoni) é uma espécie de ave da família Thamnophilidae. É endêmica do Brasil (mais precisamente em Rondônia, Mato Grosso e Amazônia). Seu habitat natural é de florestas subtropicais ou tropicais húmidas de baixa altitude.
O Cantador-de-rondon foi descrito pela primeira vez em 2013.

## Estado de conservação
Esta espécie tem um alcance muito grande e, portanto, não se aproxima dos limites para ser considerada Vulnerável sob o critério de tamanho de alcance (sua extensão de ocorrência é de cerca de 20.000 km2). A tendência da população parece ser estável e, portanto, a espécie não se aproxima dos limiares para Vulnerável sob o critério de tendência da população. O tamanho da população não foi quantificado, mas não se acredita que se aproxime dos limiares para Vulnerável sob o critério de tamanho da população. Por estas razões, a espécie é avaliada como Pouco preocupante.

## População
Acredita-se que essa espécie tenha uma população menor do que a maioria das espécies de habitat similar, mas o tamanho total da população não foi quantificado, porém, atualmente, não está ameaçada por atividades humanas e, portanto, na ausência de declínios conhecidos ou ameaças substanciais em andamento, acredita-se que a população seja estável.

## Ameaças
Como dito anteriormente, a espécie, atualmente, não é ameaçada pela atividades humanas, mas a possível construção de represas hidrelétricas no futuro, pode afetar algumas bacias hidrográficas na área dos rios Aripuanã (Amazônia), Machado (Minas Gerais) e Roosevelt (Rondônia), mas o grau em que isso pode afetar a espécie é desconhecido.